# آلکسی باتالوف
آلکسی باتالوف (روسی: Алексе́й Влади́мирович Бата́лов؛ ۲۰ نوامبر ۱۹۲۸ – ۱۵ ژوئن ۲۰۱۷) هنرپیشه و کارگردان فیلم اهل روسیه بود.

## فیلم‌شناسی
- مادر (۱۹۵۵، هنرپیشه)
- بانو با سگ ملوس (۱۹۶۰، هنرپیشه)
- خارپشتی در مه (۱۹۷۵، صداپیشه)

## جوایز
وی همچنین برنده جوایزی همچون جایزه دولتی اتحاد شوروی، نشان لنین، و جایزه هنرمند مردمی اتحاد جماهیر شوروی شده‌است.